# Spodotaenia basicornis
Spodotaenia basicornis là một loài bọ cánh cứng trong họ Cerambycidae.